# Syntaks
Inden for sprogvidenskaben er syntaks studiet af regelmæssigheder i dannelsen af sætninger og andre helheder ved kombinationen af ord, eller selve sættet af syntaktiske strukturer i et bestemt sprog.:13  Der findes forskellige syntaktiske teorier som afgrænser syntaks og dets emner på forskellige måder, men det inkluderer bl.a. sætningsled, ordstilling og ordgrupper (konstituenter, fraser, syntagmer).

## Sætningsled
Grammatiske relationer mellem ord beskrives ved hjælp af sætningsled eller ledfunktioner som subjekt og verballed. Sprog kan fungere efter forskellige syntaktiske systemer som nominativ-akkusative systemer eller ergativ-absolutive, også kaldt morfosyntaktisk alignment. Beskrivelsen af sætningsled kan indeholde en beskrivelse af transitivitet, passiveringsprocesser, kongruens og mere. De grammatiske relationers egenskaber er forskellige fra sprog til sprog.

## Samling i ordgrupper
En sætning kan betragtes som en samling af enheder som kan bestå af et eller flere ord. Sådan en enhed kaldes konstituent, frase, syntagme eller andet, afhængig af den specifikke teoris tilgang.:16 

## Ordstiling
Ordstilling er rækkefølgen af led, altså hvor ord med bestemte ledfunktioner placeres i forhold til hinanden. Ordstilling kan være en del af markeringen af ledfunktion, men kan også udtrykke eller reflektere andre semantiske egenskaber ved enten sætningen som helhed eller de involverede led. Inden for sprogtypologi kan sprog inddeles efter deres mulige eller almindelige ordsstilling, fx SOV-sprog der har rækkefølgen subjekt > objekt > verbal.